# Dama Valenciana
Dama Valenciana es un cultivar de higuera de tipo higo común Ficus carica, bífera es decir con dos cosechas por temporada, las brevas de primavera-verano, y los higos de otoño, de higos de epidermis con color de fondo púrpura oscuro casi negro, con sobre color marrón rojizo en la zona del pedúnculo, con grietas longitudinales gruesas. Es oriunda de un vivero de la huerta valenciana en Valencia.

## Sinonimia
- „sin sinónimo“,[4][5][6]

## Historia
Esta variedad procede de un vivero de la huerta valenciana en Valencia.
El apasionado cultivador de higueras Galgoni compró esta variedad como un 'Coll de Dama', sin embargo no tiene nada que ver con el 'Coll de Dama', pero todavía no ha logrado identificarlo. Por el momento, la llamó 'Dama Valenciana' y la tiene cultivada en su higueral.

## Características
La higuera 'Dama Valenciana' es una variedad bífera de tipo higo común. Árbol de tamaño mediano. Las hojas son gruesas y de color verde oscuro. La mayoría tienen 5 lóbulos, y en menor medida de tres lóbulos siempre con hendiduras muy profundas entre los lóbulos. 'Dama Valenciana' es de un rendimiento muy escaso de brevas, medio alto de producción de higos de otoño.
Las brevas 'Dama Valenciana' son frutos cónicos con forma muy alargada, que no presentan frutos aparejados, de un tamaño grande con un peso entre 50 y 90 g, de epidermis de color de fondo negro brillante con sobre color ausente, cuello grueso corto, pedúnculo grueso corto de color verde con escamas pedunculares intermedias de color verde claro. Son de consistencia fuerte y piel mediana, grietas longitudinales gruesas, el mesocarpio, también llamado "albedo", medio y de color blanco, con color de la pulpa ámbar es melosa, dulce; cavidad interna muy pequeña o ausente, aquenios de tamaño pequeño y numerosos en cantidad. De una calidad buena en su valoración organoléptica, son de un inicio de maduración sobre mediados de julio y de rendimiento bajo.
Los higos 'Dama Valenciana' son higos apeonzados ligeramente más redondeados que las brevas,  de un tamaño mediano a grande, de epidermis de color de fondo púrpura oscuro casi negro, con sobre color marrón rojizo en la zona del pedúnculo, con grietas longitudinales gruesas, tienen cuello corto y grueso, pedúnculo muy corto del mismo color verde, escamas pedunculares verdes del mismo tono que la piel del higo. ostiolo de tipo medio con escamas ostiolares adheridas de color amarillo mate. Son de consistencia fuerte, piel no es muy fina, con cavidad interna  muy pequeña o ausente, carne-receptáculo o mesocarpio grueso y de color blanco, con color de la pulpa rojo,aquenios de tamaño pequeño y abundantes. De una calidad de sabor muy buena en su valoración organoléptica, tiene un sabor dulce y delicado. Son de un inicio de maduración sobre inicios de agosto hasta finales de septiembre y de rendimiento medio alto.<